# Svenkoeltzia luzmariana
Svenkoeltzia luzmariana là một loài thực vật có hoa trong họ Lan. Loài này được R.González miêu tả khoa học đầu tiên năm 1999.